# Artjom Nikolajewitsch Nossow
Artjom Nikolajewitsch Nossow (russisch Артём Николаевич Носов; * 4. April 1985 in Magnitogorsk, Russische SFSR) ist ein russischer Eishockeyspieler, der seit Oktober 2012 bei Jermak Angarsk in der Wysschaja Hockey-Liga unter Vertrag steht.

## Karriere
Artjom Nossow begann seine Karriere als Eishockeyspieler in seiner Heimatstadt in der Nachwuchsabteilung des HK Metallurg Magnitogorsk, in der er bis 2003 aktiv war. In der Saison 2002/03 gab der Verteidiger zudem sein Debüt für die Profimannschaft des HK Metallurg in der russischen Superliga, wobei er in vier Spielen ein Tor vorbereitete. Die Saison 2003/04 verbrachte er bei Kristall Saratow in der Wysschaja Liga, der zweiten russischen Spielklasse, ehe er zum HK Metallurg Magnitogorsk in die Superliga zurückkehrte. In der Saison 2005/06 stand er für die Zweitligisten und Stadtnachbarn HK Traktor Tscheljabinsk und HK Metschel Tscheljabinsk auf dem Eis. Die Saison 2006/07 begann er beim Superliga-Teilnehmer Witjas Tschechow, kehrte jedoch bereits nach sechs Spielen zum HK Metschel Tscheljabinsk in die Wysschaja Liga zurück. Von 2007 bis 2009 lief er für Awtomobilist Jekaterinburg in der zweiten Liga auf sowie in der Saison 2009/10 für dessen Ligarivalen Juschny Ural Orsk.
Zur Saison 2010/11 wurde Nossow vom HK Sibir Nowosibirsk verpflichtet, für den er bis 2012 in der Kontinentalen Hockey-Liga spielte. Zudem trat er parallel für Sibirs Farmteam Sauralje Kurgan in der neuen zweiten russischen Spielklasse, der Wysschaja Hockey-Liga, an.
Vor der Saison 2012/13 wechselte Nossow zunächst zum HK Rjasan, ehe er im Oktober 2012 von Jermak Angarsk unter Vertrag genommen wurde.

### International
Für Russland nahm Nossow an der U18-Junioren-Weltmeisterschaft 2003 teil. Im Turnierverlauf bereitete er in sechs Spielen zwei Tore vor.

## KHL-Statistik
(Stand: Ende der Saison 2010/11)